# Knud Jespersen

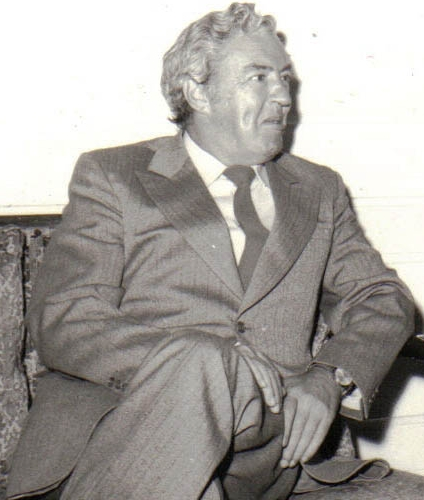
Knud Jespersen (1974)

Knud Wagner Jespersen (* 12. April 1926 in Sulsted; † 1. Dezember 1977 in Kopenhagen) war ein dänischer Politiker. Er war von 1958 bis 1977 Vorsitzender der Kommunistischen Partei Dänemarks (DKP).

## Leben

### Herkunft und Ausbildung
Jespersen wurde als Sohn einer unverheirateten Magd geboren und wuchs bis zum Alter von 13 Jahren bei seinen Großeltern auf. Sowohl Mutter als auch Stiefvater waren Mitglieder der DKP und im illegalen Widerstand tätig. Jespersen wurde deshalb am 27. März 1945 verhaftet, verhört und gefoltert. Der allgemeine Zusammenbruch am Ende des Krieges verhinderte es, dass er nach Deutschland verschleppt wurde. Nach dem Ende des Krieges arbeitete er zunächst als ungelernter Arbeiter.

### Politische Laufbahn
Mitte der 1940er Jahre wurde er zunächst Mitglied des kommunistischen Jugendverbandes und der Gewerkschaften sowie später der DKP. In Partei als auch Gewerkschaft übte er verschiedene Funktionen aus. 1952 wurde er Mitglied des ZK der DKP und 1953 Vorsitzender der Gewerkschaft der Lagerarbeiter Dänemarks. 1956 war er einer der Organisatoren einer landesweiten Streikwelle mit dem Ziel der Senkung der Wochenarbeitszeit bei vollem Lohnausgleich und Lohnerhöhungen für Geringverdiener. Während dieses Streiks konnte die DKP an Einfluss gewinnen und Jespersen sich als Agitator und Organisator profilieren. Nach dem Ausschluss Aksel Larsens wurde Jespersen auf dem 20. Parteitag der DKP einstimmig zum neuen Vorsitzenden gewählt.
Die von ihm in die 1960er Jahre geführte Partei ging dabei schwierigen Zeiten entgegen. Bei den Wahlen 1960 büßte sie rund 2 % der Stimmen ein und verlor dadurch alle Parlamentssitze. Dies sollte sich erst wieder Anfang der 1970er Jahre, mit dem Erreichen von 3,6 % und somit 6 Mandaten bei den Wahlen 1973, ändern.

## Politische Positionen
Politisch und ideologisch hielt sich die DKP in der Zeit seines Vorsitzes stets in einer engen Verbindung zur KPdSU, der UdSSR und der mit ihr verbündeten Parteien. Im Kontext des Chinesisch-sowjetischen Zerwürfnisses stellte sich die DKP daher auf die Seite der UdSSR. Zudem lehnte die DKP in den 1970ern einen eurokommunistisch geprägten Kurs wie in anderen Kommunistischen Parteien Westeuropas ab.